# Francis Douglas
Lord Francis William Bouverie Douglas (Cummertrees, 8 februari 1847 - Matterhorn (Zermatt), 14 juli 1865) was een Brits alpinist. Hij kwam om het leven bij de eerste beklimming van de Matterhorn.

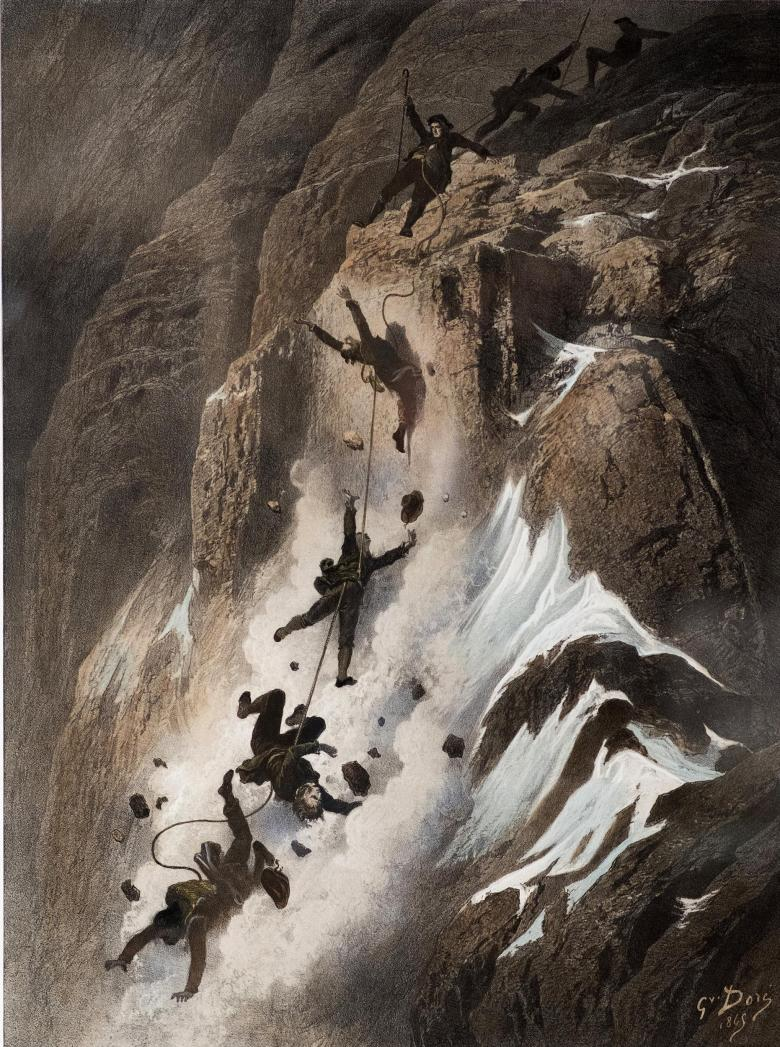
Tekening van het dodelijk ongeval op de Matterhorn door Gustave Doré, 1865.

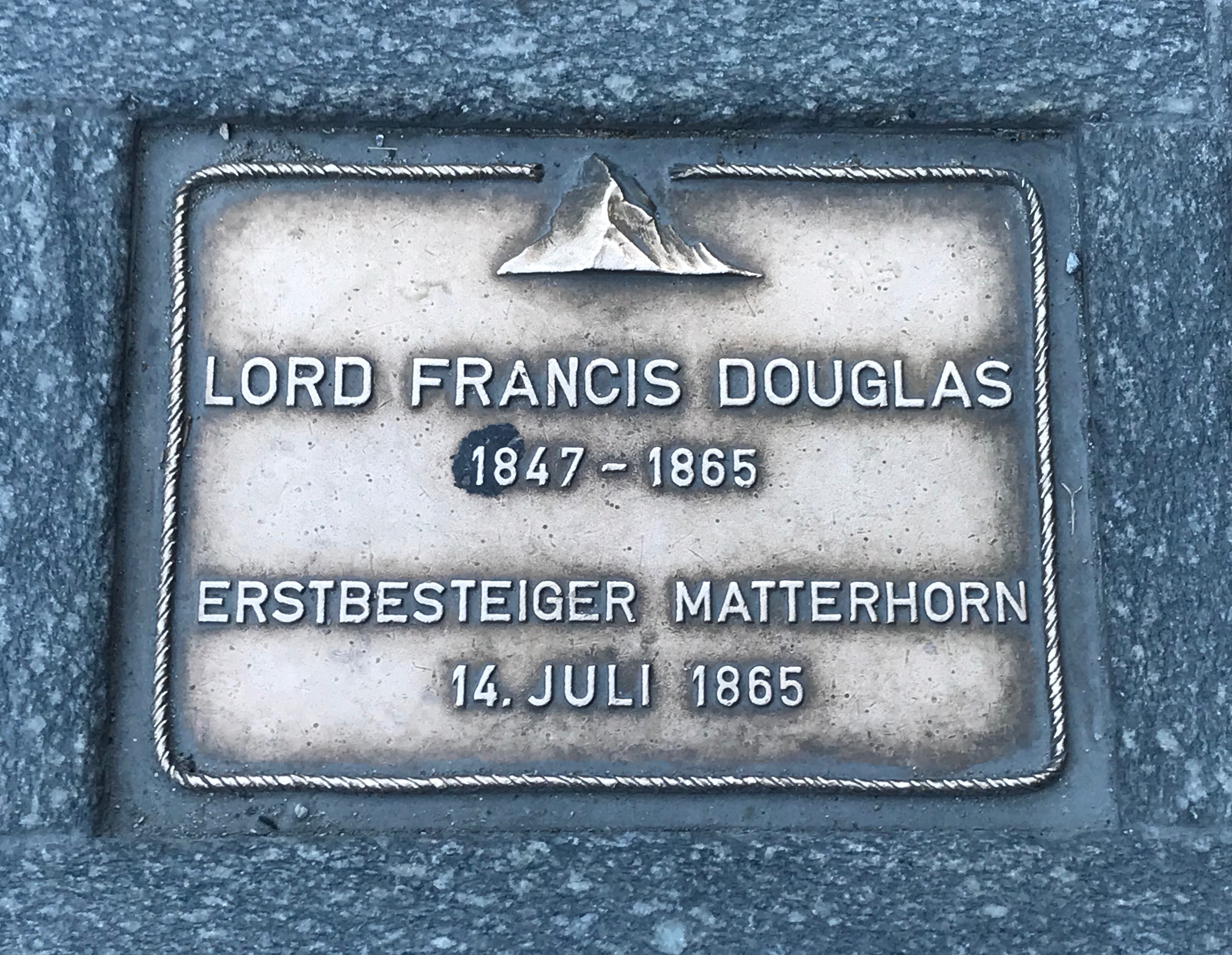
Gedenksteen voor Francis Douglas, wiens lichaam nooit werd teruggevonden.

## Biografie

### Afkomst
Francis Douglas was een zoon van Archibald Douglas, de achtste markies van Queensberry.

### In Zermatt
Begin 1865 was de mens er nog nooit in geslaagd de top te bereiken van de Matterhorn, een iconische berg in de Walliser Alpen in Zwitserland. Samen met de Britse alpinist Edward Whymper en hun Zwitserse berggids Peter Taugwalder ondernam hij in dat jaar een eerste poging, die echter mislukte. Whymper had op dat moment al meerdere onsuccesvolle pogingen achter de rug. Op 5 juli 1865 begonnen de drie de tweede beklimming ooit van de nabijgelegen Ober Gabelhorn. Enkele dagen later maakte Douglas samen met Peter Taugwalder en Peter Inäbnit de eerste beklimming van de Unter Gabelhorn.

### Eerste beklimming van de Matterhorn
Later in de maand juli 1865, nadat werd vernomen dat Jean-Antoine Carrel de Matterhorn wilde beklimmen langs Italiaanse zijde, besloten Douglas en Whymper om samen met de Britse alpinisten Charles Hudson en Douglas Hadow en hun Franse gids Michel Croz om een nieuwe poging te wagen de top van de Matterhorn te bereiken. Op 13 juli 1865 om half vijf 's ochtends vertrok de zevenkoppige expeditie, bestaande uit Whymper, Douglas, Hudson en Hadow met hun gidsen Peter Taugwalder en zijn zoon, en Croz. De expeditie passeerde de Schwarzsee, waar tijdelijk halt werd gehouden. Op dat moment bevond de Italiaanse expeditie van Carrel zich aan de zuidelijke bergzijde op ongeveer 4.000 m hoogte. Daags nadien, op 14 juli 1865, slaagden Douglas en de anderen er echter in om via de Hörnli-route als eersten ooit de top van de Matterhorn te bereiken op 4.478 m hoogte.
Bij de afdaling liep het echter mis. Onderweg naar beneden kwam Douglas Hadow ten val, waarbij hij Francis Douglas en ook Charles Hudson en Michel Croz, die met touw aan elkaar waren verbonden, meesleurde in zijn val. Het viertal viel 1.400 m naar beneden en kwam in de Matterhorngletsjer terecht. Achteraf werden de lichamen van Hadow, Hudson en Corz geborgen. Het lichaam van Francis Douglas werd evenwel nooit teruggevonden.